# 平野文
平野 文（ひらの ふみ、1955年〈昭和30年〉4月23日 - ）は、日本の声優、女優、ナレーター、ラジオパーソナリティ、エッセイストである。東京都杉並区西荻窪出身。青二プロダクション所属。

## 経歴
杉並区立桃井第三小学校、杉並区立荻窪中学校、東京都立富士高等学校を経て、1978年、玉川大学文学部芸術学科（演劇専攻）卒業。かつては劇団こまどり、圭三プロダクション、東京俳優生活協同組合、ホリプロ、アクセントに所属していた。2014年4月1日より青二プロダクションに所属。

### 生い立ち
従姉妹が習っていたバレエを観て松山バレエ団に入り、バレエを習い始めた。母も昔はバレエをしていたようであったという。講師によりミュージカル、子供番組にも出演させてもらうようになり、「児童劇団で芝居の勉強をやったほうがいいよ」と言われて児童劇団に入団。当時は、大山のぶ代の夫・砂川啓介が「たいそうのおにいさん」で、物凄く人気があり、主に砂川と一緒にミュージカルに出演していたという。ほかには雑誌のグラビアに出たり、イラストレーターの中原淳一のモデルをしたりしていたという。子供時代からバレエの他にはピアノなどを習い、発表会をしたり学芸会でピアノの伴奏をしたりしていたことから、外向的な性格で恥を知らないという欠点はあったという。
小学生の頃は、赤い服を着ていても男の子と間違えられ、遊ぶのも男の子とばかりだったが、よくいじめられていた。学校の帰りに男の子たちが平野の家に呼びに来た際、平野が出てみると皆隠れていたりしており「本当に、どうしてだろう」と思うぐらい、いじめられていたという。

### キャリア
3歳から舞台を踏み、バレエの講師の紹介で、12歳でNHKの少年ドラマ『名探偵カッチン』のチコタン役でドラマデビュー。それまでは「バレリーナになろう」と思っていたが、テレビドラマに出演後は「女優になろう」と思ったという。
1972年、17歳の時に劇団から「ラジオDJのオーディションがあるけど行かないか」と聞かれ、NHKラジオ「若いこだま」他3番組のDJを始める。大卒後、深夜放送『走れ!歌謡曲』（文化放送）のDJとなる。同時期に人形劇の風の子ケーンに出演。1980年7月23日にはファンクラブ「ふみ・ファミリークラブ」（FFC）が結成される。当時番組内で、受験生からの様々な声のリクエストに答えながら「がんばれ〜」と叫ぶ「よろずおめでたコーナー」を聴いていたリスナーから「声優をやってみたらどうですか」というハガキを受け取り、アニメ『うる星やつら』のラム役でアニメの声優デビュー、いきなりの主役級であり、番組自体もロングランとなって人気を集める。なお、アフレコについては子役時代にも経験があった。

### 私生活
1989年に築地市場の当時仲卸業三代目だった小川貢一と見合い結婚する。なお、平野の結婚は当時高橋留美子が連載していた『らんま1/2』の中で報告されている。
結婚に至る経緯を描いた自著『お見合い相手は魚河岸のプリンス』（NHK出版）は、1995年NHKドラマ新銀河で『魚河岸のプリンセス』（連続20回）としてドラマ化された。
小学館のコミック誌『ビッグコミック』で、築地での様々なエピソードを『築地魚河岸 嫁ヨメコラム』に連載。人気コラムとなる。2008年5月に『築地魚河岸 嫁ヨメ日記』として単行本化（小学館）、2012年6月に電子書籍化された。また同誌に連載された漫画『築地魚河岸三代目』（2000年 - 2013年）の作品監修を夫・小川貢一と共に行っている。同作は2008年6月に松竹系で同名で映画化された。資格として4級小型船舶操縦士免許を所持している。結婚後は声の仕事に加え、築地や魚関連の著作も多く、講演依頼も多い。また俳句を趣味としており、俳句関連のテレビ番組に出演もしている。

### 現在まで
1990年代からナレーションを主体に活動していたが、2011年に『たまゆら〜hitotose〜』にて、出世作である『うる星やつら』で諸星あたるを務めた古川登志夫と共に夫婦役で出演。2010年代以降は再びアニメのキャラクターを演じる機会が増加し、子供向け・ファミリー向けアニメにも多数出演するようになる。
高橋留美子原作によるアニメ作品との関わりは深く、自身の代表作である『うる星やつら』のラム役を皮切りに、2003年には『高橋留美子劇場』の「専務の犬」でカンナ役を、そして2015年からは同作者の代表作の一つである『境界のRINNE』で、ヒロイン・真宮桜の母親役を担当。「ヒロインから母親へ順当な成長ぶり」と、高橋留美子作品への再出演に対する喜びの念を表した。なお『うる星やつら』はCR含め皆勤であり、2022年版はラム役が上坂すみれに変更されたが、代わりにラムの母役で出演している。

## 人物
趣味は水戸岡鋭治のデザイン在来線列車の乗り鉄、俳句、水泳、ゴルフ。特技は母音だけでのおしゃべり。
資格・免許は普通自動車運転免許、小型船舶免許4級。
高校時代はテニス部に所属していた。大学時代にはバンドを組み、キーボードとコーラスをしていた。

### 特色
声種はアルト（音域はF - B）。方言は江戸弁。
声優として自身が演じた中で気に入っている役柄は、『うる星やつら』のラムと『アニメ三銃士』のミレディ、『恋子の毎日』の恋子であるとのこと。当初ミレディは、代表作であったラムとは正反対の悪女の役柄で、当初は自分が演じられるかどうか不安に思っていたが、『うる星やつら』と『アニメ三銃士』で音響監督を務めた斯波重治に「あなたなら出来る」と説得され、演じてみるとハマってしまったとの事である。本人曰く「ラムとミレディ。究極ともいえるいずれの役も、彼女たちが口を開けば、何も考えずに演じる事ができていた」と語っている。ラムを演じていた時は、イメージとして声帯を少し上に向ける感じで声を出していたが、ミレディを演じていた時はキャラクターの絵を見た印象から、声帯を少し下に向けるイメージで演じていた。ミレディのおかげで、「それまで自分の中にはないだろう」といった、いわば眠っていた原石のようなものを、斯波から引き出して貰った気がしたという。
『うる星やつら』で好きな話は「ダーリンのやさしさが好きだっちゃ」「ときめきの聖夜」など。また、アニメ後半の個人の話を中心にしたエピソードよりも、初期の学園ドタバタ風な方が好きだったとも語っている。また、アニメの口パクというのは、曲のイントロ紹介と同じく、1秒以下の呼吸とリズムを操ること、この地道な職人的作業がたまらなく好きだという。そのため当初、ラジオのリスナーに声優を薦められたときも、変身願望ではなく、1秒以下を操ることならできるかもしれないという、その技術的興味の方にそそられたという。
結婚後に、築地や魚についてのエッセイを多々書くようになったことについては予期せぬことだった。自分が驚いたことでも「築地の人たちにとってはごく普通のことだ」と言われたので、そういった素人目線で、築地に暮らしてみなければわからないことを、文章でも伝えていきたいと感じたという。また、小説ではなくエッセイを書くというのは、フリートークの場合と思考回路は同じなので、自分のなかでは同じフィールドのものだとも語っている。

### 家族
父は大会社に勤めていた。母は立教女学院出身。3歳下の弟がいる。

## 出演
太字はメインキャラクター。

### テレビアニメ
1981年
- うる星やつら（1981年 - 1986年、ラム）
- ドラえもん（テレビ朝日版第1期）（百姓の娘）

1983年
- 亜空大作戦スラングル（セクシィ、ドゥーリー）
- キャッツ♥アイ（セイラ中森）
- The・かぼちゃワイン（沢田かおり）
- ストップ!! ひばりくん!（大空つぐみ）

1984年
- 機甲界ガリアン（1984年 - 1985年、侍女、ヒルムカ、住民）
- チックンタックン（南田フツ子）
- ルパン三世 PARTIII

1985年
- 蒼き流星SPTレイズナー（1985年 - 1986年、シモーヌ・ルフラン）
- 三国志（1985年 - 1986年、麗花姫） - 2作品
- プロゴルファー猿（1985年 - 1988年、紅蜂、美女）

1986年
- オズの魔法使い（ネズミの女王）

1987年
- アニメ三銃士（ミレディー）
- シティーハンター（花姫）

1991年
- ちいさなおばけアッチ・コッチ・ソッチ（ナレーション）
- ひみつの花園（カミーラ）

1992年
- ノンタンといっしょ（ナレーション）

1995年
- ストリートファイターII V（ドロシー）

1998年
- サイレントメビウス（テレス）

2003年
- 高橋留美子劇場（カンナ）

2004年
- 機動戦士ガンダムSEED（アイシャ）※スペシャルエディション版以降

2011年
- たまゆら〜hitotose〜（2011年 - 2013年、麻音の母） - 2シリーズ
- これはゾンビですか?（妄想ユー）

2012年
- 超訳百人一首 うた恋い。（赤染衛門）
- つり球（真田ケイト）

2013年
- IS 〈インフィニット・ストラトス〉2（スコール）
- サザエさん（2013年 - 2016年、女子大生、母親、徳田、荒巻久美子、美女、ラジオのDJ、占姫）
- DD北斗の拳（2013年 - 2015年、無駄に色っぽい女店員、ジュウケイ子） - 2シリーズ
- 東京レイヴンズ（倉橋美代）
- バクマン。3（郷田多可実）
- ラブライブ!（絵里の祖母）

2014年
- 星刻の竜騎士（マザードラゴン）
- 生徒会役員共*（古谷）
- Z/X IGNITION（世羅の母）
- わしも WASIMO（係のお姉さん）

2015年
- 境界のRINNE（2015年 - 2017年、桜の母） - 3シリーズ

2016年
- GATE 自衛隊 彼の地にて、斯く戦えり（ミモザ・ラ・メール）
- 終末のイゼッタ（イゼッタの祖母）
- 舟を編む（女性タレント）

2017年
- あいまいみー〜Surgical Friends〜（「幸恵と夏菜子」ナレーション）
- テイルズ オブ ゼスティリア ザ クロス（グリモワール）

2018年
- 名探偵コナン（2018年 - 2025年、若狭留美 / レイチェル・浅香）
- ONE PIECE（マザー・カルメル）
- キラッとプリ☆チャン（2018年 - 2021年、萌黄マーサ）

2019年
- バミューダトライアングル 〜カラフル・パストラーレ〜（ヴェラータ）
- チャックシメゾウ（シメゾウママ）
- スター☆トゥインクルプリキュア（2019年 - 2020年、カカ）

2020年
- パズドラ（2020年 - 2021年、黒鉄鉄子、偽典の審理者・メタトロン）
- Lapis Re:LiGHTs（アンナ）

2021年
- 回復術士のやり直し（星の精霊）
- それいけ!アンパンマン（2021年 - 2022年、キャラメルママ〈3代目〉、黒バラ女王〈2代目〉）
- かげきしょうじょ!!（さらさの祖母）
- ブルーピリオド（佐伯昌子）

2022年
- プラチナエンド（ムニ）
- ポケットモンスター（ドラセナ）
- もっと!まじめにふまじめ かいけつゾロリ（キャンディーナ）
- うる星やつら (2022)（2022年 - 2024年、ラムの母） - 2シリーズ

2023年
- 人間不信の冒険者たちが世界を救うようです（ヴィルマ）
- トニカクカワイイ（月読時子）
- ダークギャザリング（淡宮董子）
- Paradox Live THE ANIMATION（女将）

2024年
- 最弱テイマーはゴミ拾いの旅を始めました。（ルーバ）
- ドッグシグナル（敷島さん）
- 魔導具師ダリヤはうつむかない（ソフィア）
- 女神のカフェテラス（八重山春恵）
- BLEACH 千年血戦篇-相剋譚-（およね）
- ダンダダン（花）

2025年
- クラスの大嫌いな女子と結婚することになった。（桜森千代）
- WIND BREAKER Season 2（伊藤ゆい）
- 俺は星間国家の悪徳領主!（祖母）
- プリンセッション・オーケストラ（識辺ひさな）

### 劇場アニメ
1980年代
- うる星やつら シリーズ（1983年 - 1991年、ラム） - 6作品
- ルパン三世 バビロンの黄金伝説（1985年、キャラメール）
- プロゴルファー猿 シリーズ（1986年 - 1987年、紅蜂） - 2作品
- 扉を開けて（1986年、ラ・ミディン・ディミダ）
- アニメ三銃士 アラミスの冒険（1989年、ミレディー）

1990年代
- まじかる☆タルるートくん（1991年、オシエル・ティチアヌ）

2000年代
- 名探偵コナン 探偵たちの鎮魂歌（2006年、清水麗子）

2010年代
- 言の葉の庭（2013年、タカオの母）
- だれかのまなざし（2013年、ナレーション）
- 映画 プリキュアオールスターズNewStage3 永遠のともだち（2014年、マアム）
- 劇場版 生徒会役員共（2017年 - 2021年、古谷） - 2作品

2020年代
- 劇場版 抱かれたい男1位に脅されています。〜スペイン編〜（2021年、八千代〈現在〉）
- ふれる。（2024年、五木妻）
- ベルサイユのばら（2025年、ノアイユ夫人）

### OVA
1985年
- うる星やつら 了子の9月のお茶会（ラム）
- 酎ハイれもん Love30s 雨に濡れても（藤田麻紀）

1986年
- アウトランダーズ（カーム王女）
- うる星やつら アイム THE 終ちゃん（ラム）
- 機甲界ガリアン 大地の章（ヒルムカ）
- 機甲界ガリアン 鉄の紋章（ヒルムカ）
- 機甲界ガリアン 天空の章（ヒルムカ）
- 装鬼兵M.D.ガイスト（パイア）
- 超時空ロマネスク SAMY MISSING・99（吉野沙美）

1987年
- うる星やつら 夢の仕掛人 因幡くん登場! ラムの未来はどうなるっちゃ!?（ラム）

1988年
- うる星やつら 怒れシャーベット（ラム）
- うる星やつら 渚のフィアンセ（ラム）
- トウキョウ・バイス（山咲恵子）

1989年
- うる星やつら 電気仕掛けの御庭番（ラム）
- うる星やつら 月に吠える（ラム）
- うる星やつら ヤギさんとチーズ（ラム）
- うる星やつら ハートをつかめ（ラム）
- ARIEL（1989年 - 1991年、シモーヌ）
- 銀河英雄伝説（ドミニク・サン・ピエール）
- 恋子の毎日（恋子）
- 風魔の小次郎（夜叉姫）

1991年
- うる星やつら 乙女ばしかの恐怖（ラム）
- うる星やつら 霊魂とデート（ラム）

1992年
- D-1 DEVASTATOR（ジェルディー・ノーランド）

1994年
- ファイナルファンタジー（ルージュ）

1995年
- 鬼切丸（女）

1996年
- タトゥーン★マスター（日比野正枝〈火々雄の母〉）

2010年
- うる星やつら ザ・障害物水泳大会（ラム）

2011年
- これはゾンビですか?（妄想ユー）

2014年
- 生徒会役員共*（古谷）※DVD付き第10巻限定版
- みツわの（呉服いたみのおばちゃん）

### Webアニメ
- TVアニメ「プラチナエンド」解説動画 おしえて!てんしーず（2022年、ムニ）

### ゲーム
1988年
- FALCOM SPECIAL BOX '89 [DISC6] SURROUND THEATER（フィーナ） ※イースの「挿入曲」

1990年
- うる星やつら STAY WITH YOU（ラム）

1993年
- CALII（PCエンジン版）（チェス）
- デバステイター（ジェルディー・ノーランド）

1994年
- うる星やつら 〜ディア マイ フレンズ〜（ラム）
- CALIII（PCエンジン版）（チェス）

1996年
- 新スーパーロボット大戦（シモーヌ・ルフラン）

2000年
- サンライズ英雄譚R（ヒルムカ）

2004年
- スーパーロボット大戦GC（シモーヌ・ルフラン）

2005年
- 機動戦士ガンダムSEED 連合vs.Z.A.F.T.（アイシャ）
- 第3次スーパーロボット大戦α 終焉の銀河へ（アイシャ）

2006年
- スーパーロボット大戦XO（シモーヌ・ルフラン）

2008年
- プロゴルファー猿（紅蜂）

2010年
- 機動戦士ガンダム エクストリームバーサス（2010年 - 2016年、アイシャ） - 4作品

2013年
- インジャスティス:神々(ヒーロー）の激突（キャット・ウーマン）

2014年
- BREAK雀BURST（スマホアプリ・ウル）

2015年
- スーパーロボット大戦BX（ヒルムカ）

2016年
- テイルズ オブ ベルセリア（グリモワール）
- 妖怪ウォッチぷにぷに（ラム）

2018年
- 機動戦士ガンダム エクストリームバーサス2（2018年 - 2023年、アイシャ） - 3作品

2019年
- スクールガールストライカーズ2（ラム）

2021年
- モンスターストライク（ラム）
- 東方ダンマクカグラ（二ッ岩マミゾウ）

2022年
- ゼノブレイド3（エイチ、シャナイアの母）
- タクティクスオウガ リボーン（デネブ・ローブ、カボちゃん）

### 人形劇
- 風の子ケーン（NHK教育テレビ）

### ドラマCD
- 星のパイロット（ジェニファー・V・ブラウン）

### ラジオドラマ
- ラジオドラマ ドラゴンクエストII（ニポン）

### 吹き替え

#### 映画（吹き替え）
- グッドフェローズ（カレン・ヒル〈ロレイン・ブラッコ〉）
- スーパーマンIII/電子の要塞（ロイス・レイン〈マーゴット・キダー〉）※テレビ朝日版
- 素晴らしきヒコーキ野郎（ブリジット〈イリナ・デミック〉）※NHK版
- 戦場（ユー〈マリリン・トクダ〉）※VHS版
- デッドフォール（キャサリン"キキ"タンゴ〈テリー・ハッチャー〉）※ビデオ版
- ドラキュラ（ルーシー・ウェステンラ〈サディ・フロスト〉）※DVD・ビデオ版
- ナイトホークス（シャッカ〈パーシス・カンバッタ〉）※テレビ朝日版
- ピンク・ノーベンバーを追え!?（ジャン・マイケルズ〈ウェンディ・シャール〉）
- フォールガイ（ジョディ・バンクス〈ヘザー・トーマス〉[52]）
- プライベイトスクール（ジョーダン〈ベッツィ・ラッセル〉）※フジテレビ版
- フランティック（ミシェル〈エマニュエル・セニエ〉）※ソフト版
- ブルージャスミン（ジンジャー〈サリー・ホーキンス〉）
- ブルースチール（メーガン〈ジェイミー・リー・カーティス〉）※VHS・フジテレビ版
- マジック・ボーイ（アーリーン〈テリー・ガー〉）
- メイフィールドの怪人たち（ボニー・ラムズフィールド〈ウェンディ・シャール〉）※テレビ朝日版
- 夜霧のマンハッタン（チェルシー・ディアドン〈ダリル・ハンナ〉）※テレビ東京版
- 私のオオカミ少年（ユ・オッキ〈チャン・ヨンナム〉）

#### ドラマ
- ER Ⅵ 緊急救命室（エレイン・ニコルズ〈レベッカ・デモーネイ〉）
- 美男ですね〜Fabulous Boys〜（モ・ファラン（テギョンの母）〈ティエン・リー〉）※DVD版
- ウェアハウス13 〜秘密の倉庫 事件ファイル〜 season3（ローナ・ソリデイ〈シェリー・ミラー〉）
- ウルトラマンG（キム・シャオミン隊員）
- エミリー・オーウェンズM.D.（メアリー・アン）
- 俺たち賞金稼ぎ!!フォール・ガイ（ジョディ・バンクス〈ヘザー・トーマス〉）※日本テレビ版
- CSI:科学捜査班12（ローラ）
- 新スタートレック「浮遊機械都市ボーグ」（エリザベス・シェルビー）
  - スタートレック:ピカード
- スーパーナチュラルIII
- ドクター・フー（サラ・ジェーン・スミス〈エリザベス・スレイデン〉）
- ナイトライダー シーズン3 #20（シーラ〈ジュディー・ランダーズ〉）※テレビ朝日版
- ベイウォッチ シーズン3・4・5 #1、2（ジャッキー・クイン〈スーザン・アントン〉）※NHK-BS2版
- 僕らのイケメン青果店（チェ・カンソン〈ファン・シネ〉）※TBS版
- BONES season8
- 馬医（チュ・イノク〈チェ・スリン〉）※NHK BSプレミアム版

#### アニメ
- アドベンチャー・タイム（彗星）
- おさるのジョージ〜オンエアまっさかり〜（ボニー・スムース）
- パパはグーフィー（デビー）
- マイリトルポニー〜トモダチは魔法〜（チェリージュビリー）

### テレビドラマ
- 名探偵カッチン（1967年 - 1968年、NHK総合テレビ） - チコタン 役
- 飛び出せ!青春（1972年 - 1973年、日本テレビ） - 島崎あけみ 役
- 世界の中心で、愛をさけぶ（2004年、TBSテレビ） - ラジオDJ 役
- 炎の経営者（2017年、フジテレビ） - 語り
- MIU404 第1話（2020年、TBSテレビ） - 西田ふみこ 役
- 相続探偵 第3話（2025年2月8日、日本テレビ） - 斎藤トモ子 役[53]

### 映画
- 紅い眼鏡（空港アナウンス）

### ラジオ
※はインターネット配信。
- 日野ミッドナイトグラフィティ 走れ!歌謡曲（文化放送）パーソナリティー 1978年4月 - 1981年3月・3時 - 5時の生放送
- おしゃべり歌謡曲（NHKラジオ第1・浜村淳とのコンビ→近石真介とのコンビ）1978年 - 1982年[54]
- 芸能ダイヤル（NHKラジオ第1）
- 週刊ラジオアニメディア だんぜん!アニメNo.1（ニッポン放送）1983年
- ふれあいラジオパーティ（NHKラジオ第1）
- おしゃべりクイズ疑問の館（NHKラジオ第1）
- 郷愁のうた〜ノスタルジック・サウンド（MBSラジオ〜TBSラジオ・初代パーソナリティー）
- ビューティフル・サンデー（文化放送・太田英明アナとのコンビ）2007年10月 - 2008年3月
- 寺島尚正 ラジオパンチ!（文化放送・金曜日パートナー） - 2005年7月
- 大沢悠里のゆうゆうワイド（TBSラジオ）※不定期にかかるオープニングコールと金曜名物お色気大賞の色艶話の締めにかけられるお茶化し（「これで、い〜のでしょ〜〜か？」）でのみ。
- 東京REMIX族（J-WAVE）聞き役
- 集まれ！ほっとエイジ〜理想の長寿社会を語ろう!〜ラジオNIKKEI（2011年12月31日 〜ほっとエイジ世代の自由な生き方とは〜）
- シゲゴリのwktkラヂオ学園〜ヒーローの扉〜（NHKラジオ第1放送 2012年6月23日、うる星やつらのラムとして）
- 平野文のRADIOタイムライン（2013年11月9日 - 2015年9月26日）※
- 古川登志夫と平野文のオールナイトニッポンモバイル（ニッポン放送、2015年3月27日 - 毎週金曜日配信中）※
- 古川登志夫と平野文のオールナイトニッポンGOLD（ニッポン放送、2015年4月3日）
- 古川登志夫と平野文のレジェンドナイト（ニッポン放送、2015年9月20日）
- FK Night〜声って素晴らしい!〜（Voicy、2018年1月10日 - ）
- アニソンアカデミー（NHK-FM、2019年2月2日、ゲスト出演）
- 夜のプレイリスト（NHK-FM、2019年6月、選曲＆DJ）
- 村上ゆきのスローリビング（TBSラジオ、2019年10月20日、ゲスト出演）

### パチンコ・パチスロ
- CRうる星やつら2（ラム）
- CRうる星やつら3（ラム）
- サミー「パチスロうる星やつら」（ラム）
- サミー「パチスロうる星やつら2」（ラム）
- サミー「パチスロうる星やつら3」（ラム）

### CM
- エステー 旧・エステー化学『マイシャルダン』（1984年）
- 日本コカ・コーラ『ハイシー・ドリンクボックス』（1985年）
- ロッテ『かわりんぼ』
- ヤマト運輸『クロネコヤマトの宅急便』（古川登志夫と共演）
- かに道楽
- CF「クロネコヤマト」（オリジナル・キャラクター：しろねこちゃんの声）

### ナレーション
- オレたちひょうきん族（1982年10月23日、フジテレビ、OPナレーター） - 『うる星やつら』ラム役として
- 平成教育委員会（フジテレビ、3代目出題ナレーター）
- 映画HANA-BIの世界（テレビ東京、1998年。ナレーター）
- 平成教育委員会 スペシャル（フジテレビ、2000年以降。出題ナレーター）
- シャル・ウィ・ダンス?（日本テレビ、魔女のダンス教室のみ）
- SMAP×SMAP（ときめきメーター）
- 平成教育予備校（フジテレビ、2005年1月16日 - 2006年9月10日。問題文の読み上げも担当）
- トリビアの泉 〜素晴らしきムダ知識〜（2006年6月21日以降の影ナレ、『うる星やつら』のラムとして）
- 熱血!平成教育学院（フジテレビ、2006年10月15日 - 2011年3月20日。問題文の読み上げも担当）
- 名曲ベストヒット歌謡（テレビ東京、2008年10月6日 - ）
- 1年1組 平成教育学院（フジテレビ、2011年4月17日 - 9月11日。問題文の読み上げも担当）
- 元気のアプリ（日本テレビ、2011年10月4日 - ）
- あにてれ Presents アニソンぷらす+（テレビ東京、2011年5月）
- 学びEYE!〜奇跡のブナと命の水〜（秋田放送、2012年8月）
- こんなところに日本人7（朝日放送、2012年9月25日）
- 開幕！第25回東京国際映画祭（NHK BSプレミアム、2012年10月21日、毎年開幕翌日にOA）
- TOHOKUメンコイらぼ（NHK仙台放送局制作、2012年11月2日以降不定期にOA）
- 火スペ！全日本温泉宿アワード2013（フジテレビ、2013年2月5日）
- 江戸絵本への旅in Boston 〜ロバート・キャンベルの日本発掘〜（NHK Eテレ、2013年2月23日）
- 上田晋也の緊急報道（TBS、2013年6月2日）
- ボクとオカンの2人旅〜時々オトン〜30代芸人が感謝の親孝行（関西テレビ、2013年9月4日）
- 開幕!第26回東京国際映画祭（NHK BSプレミアム、2013年10月20日、毎年開幕翌日にOA）
- 年越し映画マラソン（NHK BSプレミアム、2013年12月、毎年12月に複数回OA）
- 火スペ!全日本温泉宿アワード2014（フジテレビ、2014年1月21日）
- 世界が読む村上春樹（NHK、2014年1月3日）
- 日本!食紀行「飴色の宝石〜秋田・八郎湖の絶品ワカサギ料理」（テレビ朝日（秋田放送制作）、2014年11月9日）
- 人生一度は体験したい超絶景!行った気トラベラー・第2弾（毎日放送、2015年3月29日）
- 仮設コレクターZ（NHK BSプレミアム、2014年10月2日・2015年4月2日 - ）
- THEカラオケ★バトル〜第29回 出張!日本&海外歌うま発掘旅第2弾〜（テレビ東京、2015年4月22日）
- オトナの社会科見学「京都の美 究極の巧」（BS朝日、2015年6月9日）
- ザ・ドキュメンタリー「開局15周年記念企画 幻の甲子園 〜戦争に埋もれた球児たちの夏〜」（BS朝日、2015年8月20日）
- キュバーが愛した日本人〜向井理、最後の楽園へ〜（読売テレビ、2016年2月7日）
- ザ・ドキュメンタリー「マスターズ甲子園〜元高校球児のオヤジ頑張る〜」（BS朝日、2016年2月18日）
- TOKYO応援宣言〜具志堅来夢選手〜（テレビ朝日、2016年2月20日）
- ファーブルもびっくり! ぞくぞく発見!夢のムシ技術（NHK総合） 2016年1月6日・（再）3月6日）
- 土曜プレミアム・ 旅人は10人の人気者!はじめてのお泊り旅 in 南房総（フジテレビ、2016年4月23日）
- 日曜ビッグバラエティ・便利屋密着24時③ (テレビ東京 2016年5月29日）
- おいしい記憶〜今の私をつくってくれた あたたかな食の物語〜（BSフジ、2016年7月23日・3月21日・2017年3月26日・1月1日）
- 趣味どきっ!「国宝に会いに行くII」（NHK Eテレ、2016年10月4日 - 11月29日、全9回）
- 10min.ボックス〜生活・公共〜（NHK Eテレ、2016年後期木曜・10月 - 3月、全10回）
- 土曜プレミアム・10人旅〜伊豆・熱海・伊東の人気観光スポットを遊び尽くす〜（フジテレビ、2016年11月26日）
- 日曜ビッグバラエティ・ゴミ屋敷を救え!便利屋24時（テレビ東京、2016年12月4日）
- 今しか聞けない歴史バラエティー 実話日本おとぎばな史（TBS、2016年12月20日）
- 築地市場 魚河岸の誇りと涙（NHK BSプレミアム、2017年2月4日以降半年ごとにOA)
- ドイツが愛した日本人〜佐々木蔵之介が巡る、ある日本人医師の物語〜（読売テレビ系、2017年2月5日）
- 日本のチカラ#90 秋田で学ぼう 〜教育留学200日の記録〜（テレビ朝日（秋田放送制作）2017年5月21日）
- 北海道中ひざくりげ30周年記念スペシャル〜南こうせつが奏でる天売島 希望の歌いつまでも〜（NHK北海道、2017年9月12日）
- 林修の今でしょ！講座3時間スペシャル（テレビ朝日、2017年9月12日・林修の母VO）
- 仰天パニックシアター（テレビ東京、2017年12月27日・2019年3月22日・3代目女性ナレーター）※鶴ひろみの後任
- 元気のアプリ（日本テレビ、2018年1月23日から・2代目ナレーター）※同上（ただし、年内は延友陽子が代役）
- ブータンが愛した日本人〜向井理が見た、幸せの国のキセキ〜（読売テレビ、2018年2月4日）
- 有田哲平の夢なら醒めないで（TBS、2017年10月10日 - 2019年3月17日 ）
- 旅する観光列車（鉄道チャンネル、2019年 - ）
- 土曜プレミアム・10人旅 小江戸川越〜秩父の“隠れ家”宿をめざす旅（フジテレビ、2019年8月3日）
- 令和教育委員会（フジテレビ、11月2日・27時間テレビ内、出題ナレーション）
- 魚が食べたい!〜地魚さがして3000港〜（BS朝日、2018年12月24日、2019年4月21日、2019年12月16日、2020年10月14日 - ）
- 旅するフランス語（NHK Eテレ、2019年10月 - 2020年3月、全24回）
- シロでもないクロでもない世界で、パンダは笑う（よみうりテレビ、2020年1月 - 3月、全10回、アイパートナー＝解説ナレーション）

### その他コンテンツ
- 遠くへ行きたい（読売テレビ）
- ビッグトゥデイ（フジテレビ、「平野文の旬ですよ」コーナーレポ・司会）
- 公園通りで会いましょう（NHK-BS2、司会）
- お宝映像クイズ 見ればナットク!（NHK総合、出題MC）
- 飛び出せ!定年（NHK総合、レポーター）
- スターどっきり（秘）報告（フジテレビ、レポーター。三波伸介（後期） - 立川清登キャップ時代）
- FNS番組対抗!なるほど!ザ・春秋の祭典スペシャル（フジテレビ、『アニメ声優』チームとして出場）
- 笑っていいとも!（1983年7月8日、フジテレビビ、テレフォンショッキング・ゲスト）
- いいタマ！GALS オールナイトTOKAI（東海テレビ、司会）
- ゼッタイ夜しましょ!（東海テレビ、司会）
- ドッキン！やばいばる（東海テレビ、司会）
- こたえてちょーだい!（フジテレビ、ゲスト・コメンテイター）
- スーパーモーニング（テレビ朝日、ゲスト・コメンテイター）
- わかってちょーだい!（フジテレビ、ゲスト・コメンテイター）
- ハピふる!（フジテレビ、ゲスト・コメンテイター）
- ゆうどきネットワーク 築地ふれあい街歩き（2008年2月15日、NHK総合）
- こんなステキなにっぽんが（2009年11月、NHK-BS「シシャモの秋、北海道むかわ町」レポーター）
- NHK俳句（NHK Eテレ・ゲスト選者）
- お願い!ランキング（テレビ朝日、「雄二のぶっちゃけ部屋」ゲスト）
- おしあげNOW（TOKYO MX、2012年10月6日「アニメ特集２」ゲスト）
- たけしのニッポンのミカタ（2012年11月23日、テレビ東京 テーマ「基準」ゲスト・コメンテイター）
- フットンダ王決定戦2013（2013年1月1日、日本テレビ（中京テレビ制作）お題提供ゲスト）
- 昭和は輝いていた（2013年10月10日、BSジャパン、テーマ「女たちの築地市場」ゲスト）
- 趣味どきっ!「一声入魂!アニメ声優塾」[55]（2015年、NHK Eテレ） - 第6回講師
- アニメ女子おうちカフェ部（AT-X、2015年12月5日・19日、ゲスト）
- 教えてもらう前と後（TBS、2019年9月10日、築地現況紹介リポート）
- 全るーみっくアニメ大投票★高橋留美子だっちゃ★（NHK BSプレミアム、2019年11月16日、ゲスト）
- TVショッピング 『開け!健康の扉』（サントリー）「DHA&EPA+セサミンE」の通販番組ゲスト
- 「DHA&EPA+セサミンE」（サントリー）30分インフォマーシャル・メインキャラクター

## 著書

### 小説
- ファーストラヴを抱きしめて（講談社X文庫ティーンズハート）
- ドラマティックに抱きしめて（講談社X文庫ティーンズハート）
- ラストシーンで抱きしめて（講談社X文庫ティーンズハート）

### エッセイ・コラム等
- 文のウル青春記（徳間書店、1983年8月31日）
- お見合い相手は魚河岸のプリンス（NHK出版、1993年11月）
- 市場の美味しい魚（マガジンハウス、1995年2月）
- 平野文の今日のメニューはさかなかな?（扶桑社、1998年10月）
- 築地市場のさかなかな?（朝日新聞社、1999年8月）
- 築地魚河岸 嫁ヨメ日記（小学館、2008年5月）
- 魚河岸三代目のヨメと主人の 築地極めつき！買い物散歩（主婦と生活社、2008年11月）
- 声の魔力〜幸せになれる声レッスン〜（ツイッターとの連動書）（学研パブリッシング、2010年3月） 他

## ディスコグラフィ

### シングル
| # | 発売日          | A/B面 | タイトル                  | 作詞            | 作曲       | 編曲       | 規格品番 |
| - | --------------- | ----- | ------------------------- | --------------- | ---------- | ---------- | -------- |
| 1 | 1982年 12月21日 | A面   | ラムのバラード            | 實川翔          | 西村コージ | 西村コージ | 7A-0240  |
| 1 | 1982年 12月21日 | B面   | 恋にダンス!ダンス!ダンス! | 實川翔          | 西村コージ | 西村コージ | 7A-0240  |
| 2 | 1983年 12月     | A面   | フレンド                  | 森浩美          | Jack Arel  | 馬飼野康二 | 7A-0342  |
| 2 | 1983年 12月     | B面   | 真冬のバカンス            | 平野文          | 西村コージ | 西村コージ | 7A-0342  |
| 3 | 1984年 4月      | -     | 好きしてチックン!!        | 森雪之丞        | 馬飼野康二 | 馬飼野康二 | 7G-0044  |
| 4 | 1984年 8月      | A面   | ふしぎ・きれい            | 小橋徳久 平野文 | 松谷祐子   | 板倉文明   | 7G-0054  |
| 4 | 1984年 8月      | B面   | やさしすぎる景色          | 平野文          | 松谷祐子   | 板倉文明   | 7G-0054  |

### アルバム
- Call me Funny Minx  (1983.03.21)
  - 01 The theme of the Day
  - 02 モーニング スケッチ
  - 03 恋のアルバイト(Indian Giver)
  - 04 Funky Telephone
  - 05 Cross-Road （自作詞）
  - 06 ラムのバラード
  - 07 The theme of the Night
  - 08 恋にダンス!ダンス!ダンス!
  - 09 LOCO-MOTION'83(THE LOCO-MOTION)
  - 10 UP TOWN （自作詞）
  - 11 In the cold sleep
  - 12 Cosmic Touring （自作詞）
  - 13 夢で逢えたら
- SECOND SERVE (1983.09.21)
  - 01 PINK SHOCK ARROW
  - 02 TAKE CARE BOY(I DON'T CARE)
  - 03 天国色の夢
  - 04 FUNKY TELEPHONE 2
  - 05 恋はCHAIN,CHAIN,CHAIN!
  - 06 ミス・マッチ (自作詞）
  - 07 おしゃべりな瞳(ウィンク・ミー)
  - 08 Doki Doki 注意報
  - 09 真冬のバカンス （自作詞）
  - 10 恋のピーク(YOU CAN HAVE ANY BOY)
- Select F (1984.04.21)
  - 01 NIGHT CALL
  - 02 誘惑センチメンタル
  - 03 さしむかいの夏
  - 04 Mr．D
  - 05 東京GIMMICK
  - 06 お帰りなさい
  - 07 if・you・am・i（自作詞）
  - 08 Route134
  - 09 真夜中のハリケーン
  - 10 いつかきっと
- Fumi Fumi ANIMATE (1984.06.21)
  - 01 ラムのラブソング
  - 02 I.I. You&愛
  - 03 Dancing Star
  - 04 ラムのバラード
  - 05 星空サイクリング
  - 06 CAT'S EYE
  - 07 I wanna X
  - 08 想い出がいっぱい
  - 09 レモン色のセンチメンタル
  - 10 好きしてチックン
- SKIP (1984.10.21)
  - 01 夢中シーズン
  - 02 ダイヤル・イン・ジェラシー
  - 03 と・つ・ぜ・ん Letter
  - 04 月影のナポリ
  - 05 ナチュラル (自作詞）
  - 06 反省しなさい
  - 07 海の底でうたう唄
  - 08 日曜日の雨傘
  - 09 FLAMINGO ROCK
  - 10 やさしすぎる景色 (自作詞）
- 音楽小説 (1985.04.21)
  - 01 for the love of you
  - 02 I'm a writer
  - 03 正体不明の恋
  - 04 リバーシブル・ハート
  - 05 インストラクターZ
  - 06 Funky Dreamer
  - 07 Peppy Galの心得
  - 08 おやすみなさいのキス
  - 09 あなたの視線が、なにより強力
  - 10 ワープロ・デイト
  - 11 Chance on me
  - 12 open the window
- Fumiのラムソング (1985.09.21)
  - 01 Open Invitation
  - 02 ラムのラブソング
  - 03 星空サイクリング
  - 04 ふしぎ・きれい
  - 05 ロック・ザ・プラネット
  - 06 愛はブーメラン
  - 07 恋のメビウス
  - 08 Dancing Star
  - 09 恋にダンス!ダンス!ダンス!
  - 10 Chance on Love
- Fumiのラムソング2 (1986.05.21)
  - 01 殿方ごめん遊ばせ
  - 02 トライアングル・ラブレター
  - 03 メランコリーの軌跡
  - 04 夢はLove me more
  - 05 Good Luck“永遠より愛をこめて”
  - 06 ラムのバラード
  - 07 心細いな
  - 08 影ふみのワルツ
  - 09 I.I. You&愛
  - 10 ア・リ・ガ・ト!
- スーパーベスト (1987.01.21)
  - 01 反省しなさい (自作詞）
  - 02 Cross-Road (自作詞）
  - 03 PINK SHOCK ARROW
  - 04 天国色の夢
  - 05 I'm a writer
  - 06 あなたの視線が、なにより強力
  - 07 Chance on me
  - 08 Cosmic Touring (自作詞）
  - 09 ラムのラブソング
  - 10 ふしぎ・きれい (補作詞）
  - 11 恋にダンス!ダンス!ダンス!
  - 12 愛はブーメラン
  - 13 Chance on Love
  - 14 殿方ごめん遊ばせ
  - 15 トライアングル・ラブレター
  - 16 ラムのバラード
- ドラマティックに抱きしめて (1987.04.21)
  - 01 ファースト・ラヴを抱きしめて (自作詞）
  - 02 ミス・マッチ (自作詞）
  - 03 やさしすぎる景色 (自作詞）
  - 04 恋のアルバイト(Indian Giver)
  - 05 Peppy Galの心得
  - 06 正体不明の恋
  - 07 ドラマティックに抱きしめて (自作詞）
  - 08 ナチュラル (自作詞）
  - 09 夢中シーズン
  - 10 ちょっとスキャンダラス (自作詞）
  - 11 真冬のバカンス（自作詞）
  - 12 とびきりの記憶 (自作詞）
- うる星やつらFOREVER BEST (1987.10.21)
  - 01 ラムのラブソング
  - 02 心細いな
  - 03 I.I. You&愛
  - 04 影ふみのワルツ
  - 05 星空サイクリング
  - 06 ラムのバラード
  - 07 Dancing Star
  - 08 愛はブーメラン
  - 09 ふしぎ・きれい
  - 10 トライアングル・ラブレター
  - 11 恋にダンス!ダンス!ダンス!
  - 12 夢はLove me more
  - 13 やさしすぎる景色 (自作詞）
  - 14 殿方ごめん遊ばせ
  - 15 Chance on Love
  - 16 ア・リ・ガ・ト!
- 平野文 BEST COLLECTION (2010.02.17)
  - 01 ラムのラブソング
  - 02 I.I. You&愛
  - 03 星空サイクリング
  - 04 ラムのバラード
  - 05 心細いな
  - 06 恋にダンス!ダンス!ダンス!
  - 07 ふしぎ・きれい (補作詞）
  - 08 愛はブーメラン
  - 09 トライアングル・ラブレター
  - 10 殿方ごめん遊ばせ
  - 11 PINK SHOCK ARROW
  - 12 真冬のバカンス (自作詞）
  - 13 反省しなさい
  - 14 Peppy Galの心得
  - 15 天国色の夢
  - 16 Cosmic Touring (自作詞）

### その他のコンテンツ
- ミュージックフロムイースII (1988.06.21)
  - 30 [ボーカル] TOO FULL WITH LOVE (ランスの村)

## その他
- 漫画「築地魚河岸三代目」（小学館ビッグコミック 2000年5月 - 2013年11月）
築地魚河岸三代目の夫・小川貢一と共に監修協力。
同誌に『嫁ヨメコラム』も連載（2005年8月 - 2008年12月）
『築地魚河岸 嫁ヨメ日記』として単行本化（小学館2008年5月）。2012年6月に電子書籍化。
- 朝日新聞夕刊（火）連載『築地いちばん 魚河岸のヨメ 平野 文』（2007年4月 - 2008年3月）
- 広報誌「相鉄瓦版 第187号」（相鉄ホールディングス発行）掲載『特集：市場で過ごすおいしい時間　築地魚河岸ヨメ見習い』談話記事（2010年4月）
- 月刊誌『ゴルフトゥデイ』連載『ゴルフの悩みは風に訊け!』（2010年5月 - ）
- 月刊誌『ゴルフダイジェスト』シリーズ『4人1組』#152（2013年4月）
- 連載ブログ 朝日新聞HP 「アスパラクラブ」ネクストエージ内『築地発 地魚万歳！研究会』（2007年1月30日 - 2012年8月 計278話）
- ツイットキャスティング（ツイキャス）DJ「fumi fumi station」（2010年4月3日 - 毎週土曜日23時〜OA中）
- レジェンド声優プロジェクト （2015年より古川登志夫と共に同プロジェクトのポータルサイトとして稼働中）
- 朝日新聞朝刊「魚のミライ」（2019年2月6日、コラムインタビュー）